# Chenillé-Changé
Chenillé-Changé é uma ex-comuna francesa na região administrativa da Pays de la Loire, no departamento de Maine-et-Loire. Estendeu-se por uma área de 5,3 km². Em 2010 a comuna tinha 149 habitantes (densidade: 28,1 hab./km²).
Em 1 de janeiro de 2016 foi fundida com a comuna de Champteussé-sur-Baconne para a criação da nova comuna de Chenillé-Champteussé.